# Furacão Dolores (1974)
O Furacão Dolores foi considerado o pior furacão a atingir Acapulco desde 1938. Desenvolvendo-se em 13 de junho de 1974, no dia seguinte o sistema rapidamente se organizou em uma tempestade tropical na costa sul do México. No dia seguinte, Dolores desenvolveu uma feição semelhante a um olho e atingiu o status de furacão. Com ventos de pico de 130 km/h (80 mph), a tempestade atingiu a costa perto de Acapulco. Uma vez em terra, Dolores dissipou-se rapidamente e foi observada pela última vez em 17 de junho.
Em todo o sudoeste do México, o furacão Dolores produziu chuvas fortes que provocaram inundações e deslizamentos generalizados. Numerosas estradas sofreram danos, separando as comunidades das áreas vizinhas. Pelo menos 18 pessoas morreram e 32 ficaram feridas pela tempestade. Além disso, cerca de 173.000 pessoas foram afetadas em todo o país.

## História meteorológica
Em 13 de junho de 1974, um distúrbio tropical foi identificado a várias centenas de quilómetros ao sul do México. Seguindo para o oeste, o desenvolvimento rápido ocorreu no dia seguinte e o sistema foi classificado como uma depressão tropical em torno das horas 12 UTC. Pouco tempo depois, as estimativas de intensidade do satélite indicaram um fortalecimento adicional e a tempestade foi atualizada para a tempestade tropical Dolores. O desenvolvimento desacelerou temporariamente em 15 de junho como a estrutura gradualmente organizada. Reforçada pela Zona de Convergência Intertropical, uma faixa de convecção profunda envolvida pela tempestade. Mais tarde naquele dia uma formação de bandas em forma de olho desenvolveu-se, indicando que Dolores estava perto da força de um furacão.
No final de 15 de junho, o movimento para a frente de Dolores diminuiu ao virar quase totalmente para o norte em direção à costa mexicana. Por volta de 00 UTC em 16 de junho, estima-se que a tempestade se intensificou para um furacão, com ventos sustentados chegando a 130 km/h (80 mph).  Com base em imagens de satélite, estima-se que Dolores também atingiu uma pressão barométrica de 973 mbar ( hPa ; 28,73 inHg ). Aproximadamente 18 horas depois, Dolores atingiu a costa perto de Acapulco. Os ventos na área foram medidos em até 124 km/h (77 mph). Uma vez em terra firme, ocorreu uma rápida dissipação e Dolores foi observada pela última vez no início de 17 de junho.

## Impacto
Considerado o pior furacão desde 1938, Dolores trouxe chuvas torrenciais e ventos fortes para grande parte do sudoeste do México. Ao longo da costa, perto de onde Dolores desembarcou, 30 casas foram destruídas por ventos estimados em mais de 121 km/h (75 mph).  Vários rios ultrapassaram suas margens, inundando as comunidades próximas. Nos subúrbios de baixa altitude de Acapulco, quase 600 pessoas ficaram feridas ou desabrigadas.  De acordo com o Centro Nacional de Prevenção de Desastres, 18 pessoas foram mortas nos estados de Guerrero e Oaxaca ; relatos da mídia indicaram um número maior de 22. As perdas estimadas com a tempestade ultrapassaram US $ 4 milhão.  Nove pessoas morreram em deslizamentos de terra em comunidades rurais montanhosas ao redor de Acapulco. A Rodovia Costa Chica, que vai de Acapulco a Pinotepa, sofreu grandes danos e as áreas ao redor da rodovia foram declaradas áreas de desastre. No mar, seis pessoas foram listadas como desaparecidas depois que a sua traineira, a Peregrine, foi atingida pela tempestade. Na esteira da tempestade, o Exército mexicano foi implantado em Oaxaca para distribuir suprimentos de socorro, como alimentos, medicamentos e cobertores para cerca de 173.000 pessoas afetadas pelo furacão.